# Fidel Martínez (futbolista)
Fidel Francisco Martínez Tenorio (Shushufindi, Ecuador; 15 de febrero de 1990) es un futbolista ecuatoriano naturalizado mexicano. Juega como extremo por ambas bandas o mediapunta y su equipo actual es Sport Boys Association de la Primera División del Perú.

## Trayectoria

### Deportivo Quito
A mitad de la temporada el 9 de julio del  2010, Deportivo Quito lo confirma como su nueva contratación tras haber tenido pocas oportunidades con el Cruzeiro. Con Deportivo Quito obtiene el Campeonato 2011 y la clasificación a la Copa Libertadores 2012 y Copa Sudamericana 2012.
A inicios del 2012, el Barcelona Sporting Club de Ecuador nuevamente lo intenta contratar, pero finalmente el jugador continúa en Deportivo Quito jugando así la Copa Libertadores de ese año y clasificando a octavos de final, donde sería eliminado por la Universidad de Chile.

### Club Tijuana

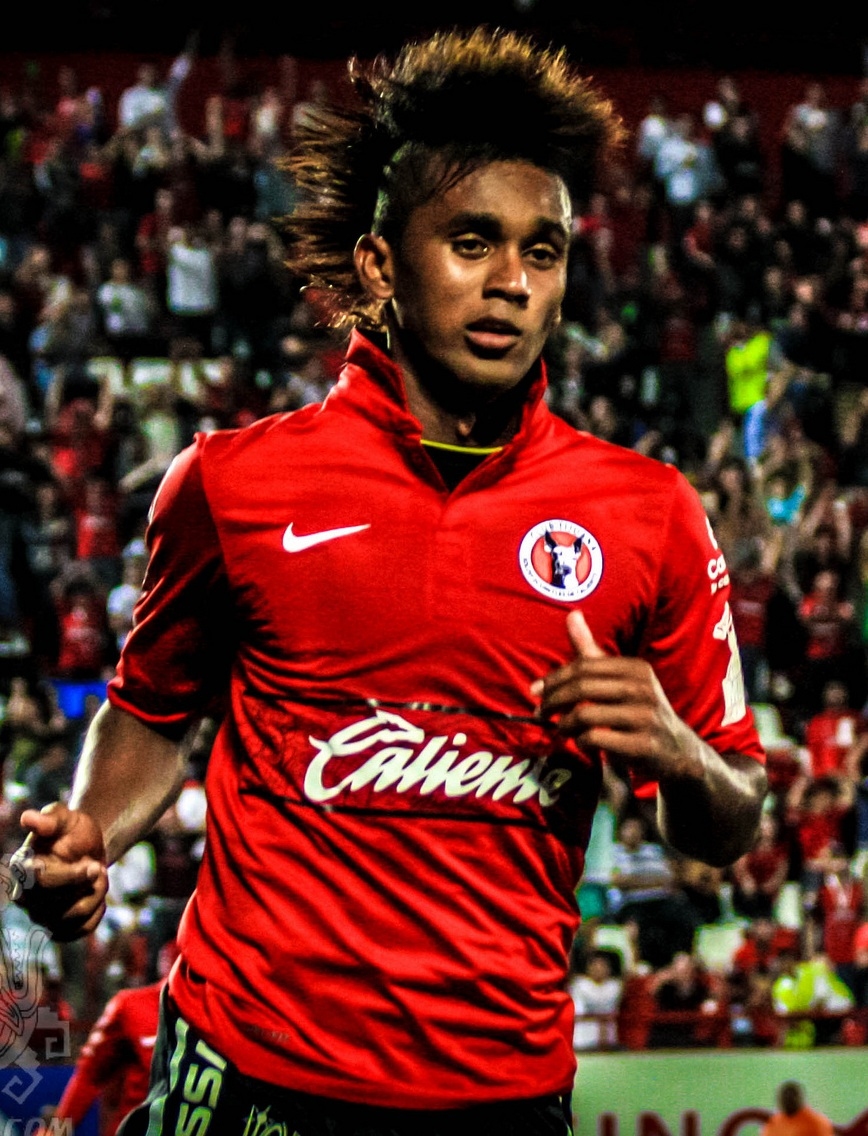
Fidel Martínez en su paso por el Club Tijuana.

El 1 de mayo del   2012 el jugador es anunciado como la nueva contratación del Club Tijuana de México pedido expresamente por Antonio Mohamed. Tuvo un buen inicio, pero con el transcurso de los partidos el jugador fue relegado a la banca. Pese a no haber anotado goles en el Apertura 2012, el jugador anotó en un partido de la Copa MX en un empate 5-5 frente a los Pumas de la UNAM y uno en los cuartos de final de la Copa MX en un empate 5-5 frente a los Correcaminos de la UAT de la liga de Ascenso, partido en el cual fallaría un penal y el Club Tijuana sería eliminado.
Con el paso de las jornadas en la Liga MX, Fidel fue ganándose un lugar en el cuadro titular del Turco Mohamed hasta tener una Liguilla espectacular. Le abrió a Xolos el camino a la final anotando el primer tanto en el juego de vuelta en contra del León, que después resultara en un marcador de 3-0 a favor del Club Tijuana. De igual manera fue parte esencial del equipo fronterizo en la final contra el Toluca, donde anotó en el partido de ida en el estadio Caliente y ayudara de manera indirecta en el primer gol en el estadio Azteca cuando la defensa le comete una falta que posteriormente al cobrarse resulta en gol. Un minuto después asiste al colombiano Duvier Riascos, quién anota el segundo gol y le da a los Xolos de Tijuana su primer campeonato en el fútbol mexicano (Liga MX).
Fidel se ganó la confianza del equipo y de la afición, siendo una de las promesas más importantes del club tijuanense. Debido al traspaso de Raúl Enríquez a Dorados de Sinaloa, Fidel se convierte en el número "10" del club fronterizo.

### Leones Negros
En junio del 2014 se oficializa su traspaso a los Leones Negros de la U. de G., equipo donde era titular indiscutible y donde gracias a sus dos primeros goles, el equipo de la U. de Guadalajara pudo ganar sus dos primeros partidos tras su regreso a la máxima categoría futbolística mexicana. Sin embargo, en su segundo torneo tuvo un rendimiento discreto con los tapatíos y terminó descendiendo con el club.

### Pumas de la UNAM

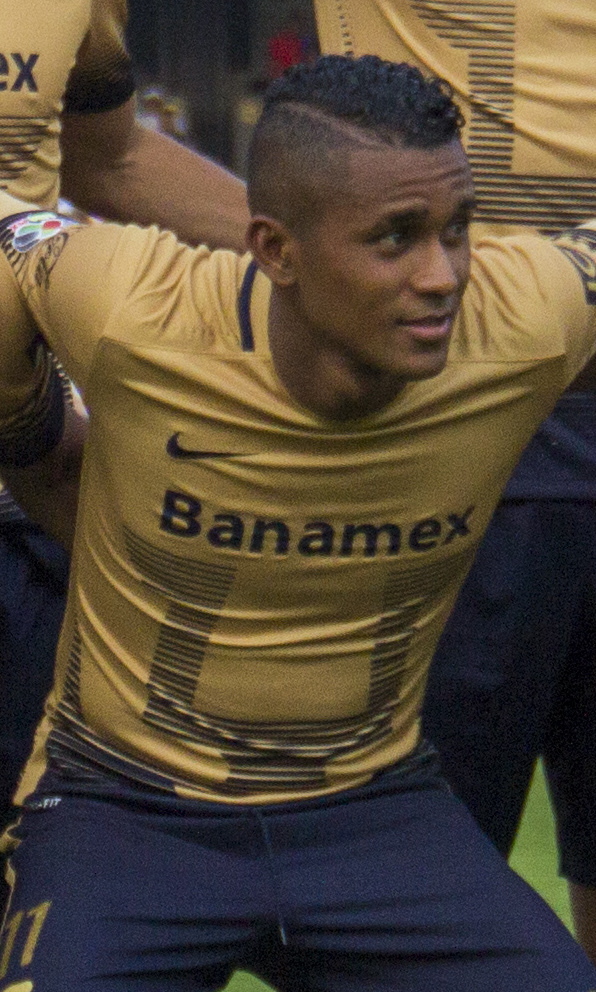
Fidel Martínez con los Pumas en 2016.

Fidel llegó a los Pumas de la UNAM, procedente de los Leones Negros, producto de su casta goleadora y esperando que ese año fuera de total rédito para su ambición de gol. En su primer torneo con los universitarios se convirtió en líder de asistencias y contribuyó a que su equipo fuera el superlíder del certamen, su equipo Pumas era uno de los candidatos para llevarse el título de liga y también fue finalista, pero después de un dramático marcador de empate a 4 goles en dos partidos fueron derrotados en la gran final por Tigres UANL 4-2 en penales, Fidel erró el primero de ellos.

### Club Atlas de Guadalajara
Fidel llega procedente de los Pumas de la UNAM el 14 de diciembre de 2016 para el Clausura 2017. Su estancia en Atlas fue discreta.

### C. A. Peñarol
El 16 de enero de 2018 se concreta su préstamo por seis meses al Club Atlético Peñarol de la Primera División de Uruguay. Haría su debut oficial diez días más tarde, donde enfrentaría a Nacional por la final de la Supercopa Uruguaya 2018, marcando el primer tanto del partido al minuto de juego. El aurinegro ganaría por 3 a 1 y se coronaría campeón de la primera edición de la Supercopa Uruguaya.
Además en este club, se consagró Campeón Uruguayo, al participar en dos torneos (Apertura e Intermedio, le faltó jugar el Clausura) del Campeonato Uruguayo 2018.

### Barcelona Sporting Club
En el 2019 se confirma su incorporación al elenco amarillo. Debuta el la primera fecha de la LigaPro ante El Nacional con un doblete en la victoria de su equipo 5 a 2. Finalizada la etapa regular del torneo culmina con 27 partidos disputados en los cuales anotó 16 tantos y repartió 5 asistencias, previo a los play-offs del torneo.
En el 2020, Fidel Martínez participa con Barcelona en las tres rondas previas de Copa Conmebol Libertadores, donde gracias a su gran performance convierte ocho goles en seis partidos ayudando al equipo a pasar a la fase de grupos del año 2020. Adicionalmente Fidel participa con Barcelona en seis partidos de la LigaPro 2020 donde registró tres goles previo a su transferencia al Shanghái Shenhua de China.
Barcelona Sporting Club, debido a su gran actuación en el primer trimestre de 2020, le otorga a Fidel Martínez la medalla de campeón de la LigaPro 2020, acreditando su participación en el torneo.
El 19 de junio de 2022 se confirmó su regreso al equipo torero por un año con opción a renovación.

## Selección nacional

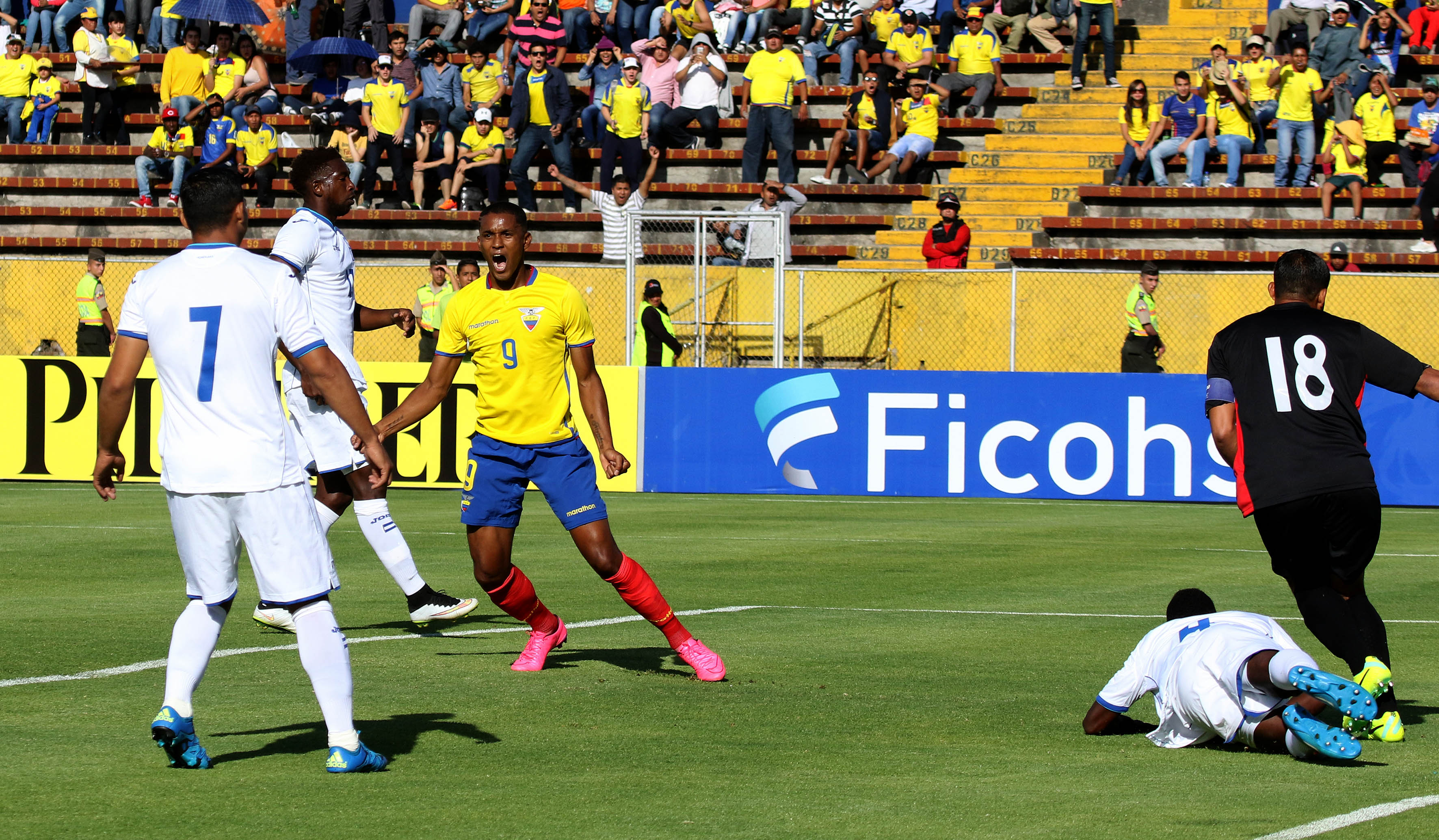
Fidel Martínez festejando un gol en un partido amistoso ante Honduras en 2015.

En 2013 fue convocado para el último partido de la Eliminatoria Sudamericana frente a Chile. En este encuentro tuvo una gran actuación y en septiembre fue nuevamente convocado por Reinaldo Rueda para dos partidos amistosos contra Argentina y Honduras. En 2014 fue convocado para el partido contra la selección de Australia, marcando uno de los cuatro tantos de su selección.
El 13 de mayo de 2014 Rueda incluyó a Martínez en la lista preliminar de 30 jugadores que representarán a Ecuador en la Copa Mundial de Fútbol de 2014. Fue confirmado en la nómina definitiva de 23 jugadores el 2 de junio.

### Participaciones en Copas del Mundo
| Mundial           | Sede   | Resultado     | Partidos | Goles |
| ----------------- | ------ | ------------- | -------- | ----- |
| Copa Mundial 2014 | Brasil | Primera ronda | 0        | 0     |

### Participaciones en eliminatorias
| Mundial                   | Sede            | Resultado    | Partidos | Goles |
| ------------------------- | --------------- | ------------ | -------- | ----- |
| Eliminatorias Brasil 2014 | América del Sur | Clasificado  | 1        | 0     |
| Eliminatorias Rusia 2018  | América del Sur | No clasificó | 9        | 2     |
| Eliminatorias Catar 2022  | América del Sur | Clasificado  | 2        | 0     |

### Participaciones en Copa América
| Copa                    | Sede           | Resultado        | Partidos | Goles |
| ----------------------- | -------------- | ---------------- | -------- | ----- |
| Copa América 2015       | Chile          | Primera ronda    | 3        | 0     |
| Copa América Centenario | Estados Unidos | Cuartos de final | 3        | 0     |
| Copa América 2021       | Brasil         | Cuartos de final | 3        | 0     |

### Partidos internacionales
Actualizado al último partido disputado el 23 de junio de 2021.
| \| N.° \| Fecha \| Ciudad \| Rival \| Resultado \| Resultado \| Competencia \| \| --- \| ------------------------ \| ---------------- \| ------------ \| --------- \| --------- \| ------------------------------------ \| \| 1. \| 17 de diciembre de 2008 \| Mascate \| Irán \| 1-0 \| Victoria \| Copa del Golfo Arábigo \| \| 2. \| 19 de diciembre de 2008 \| Mascate \| Omán \| 0-2 \| Derrota \| Copa del Golfo Arábigo \| \| 3. \| 15 de octubre de 2013 \| Santiago \| Chile \| 1-2 \| Derrota \| Eliminatorias al Mundial Brasil 2014 \| \| 4. \| 15 de noviembre de 2013 \| East Rutherford \| Argentina \| 0-0 \| Empate \| Amistoso \| \| 5. \| 19 de noviembre de 2013 \| Houston \| Honduras \| 2-2 \| Empate \| Amistoso \| \| 6. \| 5 de marzo de 2014 \| Londres \| Australia \| 4-3 \| Victoria \| Amistoso \| \| 7. \| 17 de mayo de 2014 \| Ámsterdam \| Países Bajos \| 1-1 \| Empate \| Amistoso \| \| 8. \| 31 de mayo de 2014 \| Arlington \| México \| 1-3 \| Derrota \| Amistoso \| \| 9. \| 6 de septiembre de 2014 \| Fort Lauderdale \| Bolivia \| 4-0 \| Victoria \| Amistoso \| \| 10. \| 10 de septiembre de 2014 \| East Rutherford \| Brasil \| 0-1 \| Derrota \| Amistoso \| \| 11. \| 28 de marzo de 2015 \| Los Ángeles \| México \| 0-1 \| Derrota \| Amistoso \| \| 12. \| 31 de marzo de 2015 \| East Rutherford \| Argentina \| 1-2 \| Derrota \| Amistoso \| \| 13. \| 3 de junio de 2015 \| Ciudad de Panamá \| Panamá \| 1-1 \| Empate \| Amistoso \| \| 14. \| 6 de junio de 2015 \| Portoviejo \| Panamá \| 4-0 \| Victoria \| Amistoso \| \| 15. \| 11 de junio de 2015 \| Santiago \| Chile \| 0-2 \| Derrota \| Copa América 2015 \| \| 16. \| 15 de junio de 2015 \| Valparaíso \| Bolivia \| 2-3 \| Derrota \| Copa América 2015 \| \| 17. \| 19 de junio de 2015 \| Rancagua \| México \| 2-1 \| Victoria \| Copa América 2015 \| \| 18. \| 8 de septiembre de 2015 \| Quito \| Honduras \| 2-0 \| Victoria \| Amistoso \| \| 19. \| 8 de octubre de 2015 \| Buenos Aires \| Argentina \| 2-0 \| Victoria \| Eliminatorias al Mundial Rusia 2018 \| \| 20. \| 13 de octubre de 2015 \| Quito \| Bolivia \| 2-0 \| Victoria \| Eliminatorias al Mundial Rusia 2018 \| \| 21. \| 12 de noviembre de 2015 \| Quito \| Uruguay \| 2-1 \| Victoria \| Eliminatorias al Mundial Rusia 2018 \| \| 22. \| 17 de noviembre de 2015 \| Ciudad Guayana \| Venezuela \| 3-1 \| Victoria \| Eliminatorias al Mundial Rusia 2018 \| \| 23. \| 24 de marzo de 2016 \| Quito \| Paraguay \| 2-2 \| Empate \| Eliminatorias al Mundial Rusia 2018 \| \| 24. \| 4 de junio de 2016 \| Pasadena \| Brasil \| 0-0 \| Empate \| Copa América Centenario \| \| 25. \| 8 de junio de 2016 \| Glendale \| Perú \| 2-2 \| Empate \| Copa América Centenario \| \| 26. \| 12 de junio de 2016 \| East Rutherford \| Haití \| 4-0 \| Victoria \| Copa América Centenario \| \| 27. \| 6 de octubre de 2016 \| Quito \| Chile \| 3-0 \| Victoria \| Eliminatorias al Mundial Rusia 2018 \| \| 28. \| 11 de octubre de 2016 \| La Paz \| Bolivia \| 2-2 \| Empate \| Eliminatorias al Mundial Rusia 2018 \| \| 29. \| 10 de noviembre de 2016 \| Montevideo \| Uruguay \| 1-2 \| Derrota \| Eliminatorias al Mundial Rusia 2018 \| \| 30. \| 31 de agosto de 2017 \| Porto Alegre \| Brasil \| 0-2 \| Derrota \| Eliminatorias al Mundial Rusia 2018 \| \| 31. \| 29 de marzo de 2021 \| Quito \| Bolivia \| 2-1 \| Victoria \| Amistoso \| \| 32. \| 4 de junio de 2021 \| Porto Alegre \| Brasil \| 0-2 \| Derrota \| Eliminatorias al Mundial Catar 2022 \| \| 33. \| 8 de junio de 2021 \| Quito \| Perú \| 1-2 \| Derrota \| Eliminatorias al Mundial Catar 2022 \| \| 34. \| 13 de junio de 2021 \| Cuiabá \| Colombia \| 0-1 \| Derrota \| Copa América 2021 \| \| 35. \| 20 de junio de 2021 \| Río de Janeiro \| Venezuela \| 2-2 \| Empate \| Copa América 2021 \| \| 36. \| 23 de junio de 2021 \| Goiânia \| Perú \| 2-2 \| Empate \| Copa América 2021 \| |                          |                  |              |           |           |                                      |
| N.° | Fecha                    | Ciudad           | Rival        | Resultado | Resultado | Competencia                          |
| 1. | 17 de diciembre de 2008  | Mascate          | Irán         | 1-0       | Victoria  | Copa del Golfo Arábigo               |
| 2. | 19 de diciembre de 2008  | Mascate          | Omán         | 0-2       | Derrota   | Copa del Golfo Arábigo               |
| 3. | 15 de octubre de 2013    | Santiago         | Chile        | 1-2       | Derrota   | Eliminatorias al Mundial Brasil 2014 |
| 4. | 15 de noviembre de 2013  | East Rutherford  | Argentina    | 0-0       | Empate    | Amistoso                             |
| 5. | 19 de noviembre de 2013  | Houston          | Honduras     | 2-2       | Empate    | Amistoso                             |
| 6. | 5 de marzo de 2014       | Londres          | Australia    | 4-3       | Victoria  | Amistoso                             |
| 7. | 17 de mayo de 2014       | Ámsterdam        | Países Bajos | 1-1       | Empate    | Amistoso                             |
| 8. | 31 de mayo de 2014       | Arlington        | México       | 1-3       | Derrota   | Amistoso                             |
| 9. | 6 de septiembre de 2014  | Fort Lauderdale  | Bolivia      | 4-0       | Victoria  | Amistoso                             |
| 10. | 10 de septiembre de 2014 | East Rutherford  | Brasil       | 0-1       | Derrota   | Amistoso                             |
| 11. | 28 de marzo de 2015      | Los Ángeles      | México       | 0-1       | Derrota   | Amistoso                             |
| 12. | 31 de marzo de 2015      | East Rutherford  | Argentina    | 1-2       | Derrota   | Amistoso                             |
| 13. | 3 de junio de 2015       | Ciudad de Panamá | Panamá       | 1-1       | Empate    | Amistoso                             |
| 14. | 6 de junio de 2015       | Portoviejo       | Panamá       | 4-0       | Victoria  | Amistoso                             |
| 15. | 11 de junio de 2015      | Santiago         | Chile        | 0-2       | Derrota   | Copa América 2015                    |
| 16. | 15 de junio de 2015      | Valparaíso       | Bolivia      | 2-3       | Derrota   | Copa América 2015                    |
| 17. | 19 de junio de 2015      | Rancagua         | México       | 2-1       | Victoria  | Copa América 2015                    |
| 18. | 8 de septiembre de 2015  | Quito            | Honduras     | 2-0       | Victoria  | Amistoso                             |
| 19. | 8 de octubre de 2015     | Buenos Aires     | Argentina    | 2-0       | Victoria  | Eliminatorias al Mundial Rusia 2018  |
| 20. | 13 de octubre de 2015    | Quito            | Bolivia      | 2-0       | Victoria  | Eliminatorias al Mundial Rusia 2018  |
| 21. | 12 de noviembre de 2015  | Quito            | Uruguay      | 2-1       | Victoria  | Eliminatorias al Mundial Rusia 2018  |
| 22. | 17 de noviembre de 2015  | Ciudad Guayana   | Venezuela    | 3-1       | Victoria  | Eliminatorias al Mundial Rusia 2018  |
| 23. | 24 de marzo de 2016      | Quito            | Paraguay     | 2-2       | Empate    | Eliminatorias al Mundial Rusia 2018  |
| 24. | 4 de junio de 2016       | Pasadena         | Brasil       | 0-0       | Empate    | Copa América Centenario              |
| 25. | 8 de junio de 2016       | Glendale         | Perú         | 2-2       | Empate    | Copa América Centenario              |
| 26. | 12 de junio de 2016      | East Rutherford  | Haití        | 4-0       | Victoria  | Copa América Centenario              |
| 27. | 6 de octubre de 2016     | Quito            | Chile        | 3-0       | Victoria  | Eliminatorias al Mundial Rusia 2018  |
| 28. | 11 de octubre de 2016    | La Paz           | Bolivia      | 2-2       | Empate    | Eliminatorias al Mundial Rusia 2018  |
| 29. | 10 de noviembre de 2016  | Montevideo       | Uruguay      | 1-2       | Derrota   | Eliminatorias al Mundial Rusia 2018  |
| 30. | 31 de agosto de 2017     | Porto Alegre     | Brasil       | 0-2       | Derrota   | Eliminatorias al Mundial Rusia 2018  |
| 31. | 29 de marzo de 2021      | Quito            | Bolivia      | 2-1       | Victoria  | Amistoso                             |
| 32. | 4 de junio de 2021       | Porto Alegre     | Brasil       | 0-2       | Derrota   | Eliminatorias al Mundial Catar 2022  |
| 33. | 8 de junio de 2021       | Quito            | Perú         | 1-2       | Derrota   | Eliminatorias al Mundial Catar 2022  |
| 34. | 13 de junio de 2021      | Cuiabá           | Colombia     | 0-1       | Derrota   | Copa América 2021                    |
| 35. | 20 de junio de 2021      | Río de Janeiro   | Venezuela    | 2-2       | Empate    | Copa América 2021                    |
| 36. | 23 de junio de 2021      | Goiânia          | Perú         | 2-2       | Empate    | Copa América 2021                    |

### Goles internacionales
| \| N.° \| Fecha \| Lugar \| Rival \| Gol \| Resultado \| Resultado \| Competición \| \| --- \| ----------------------- \| --------------------------------------------------- \| --------- \| --- \| --------- \| --------- \| -------------------------- \| \| 1. \| 17 de diciembre de 2008 \| Complejo Deportivo del Sultan Qaboos, Mascate, Omán \| Irán \| 1–0 \| 1–0 \| Victoria \| Amistoso \| \| 2. \| 5 de marzo de 2014 \| The Den, Londres, Inglaterra \| Australia \| 1–3 \| 4–3 \| Victoria \| Amistoso \| \| 3. \| 3 de junio de 2015 \| Estadio Rommel Fernández, Ciudad de Panamá, Panamá \| Panamá \| 1–0 \| 1–1 \| Empate \| Amistoso \| \| 4. \| 6 de junio de 2015 \| Estadio Reales Tamarindos, Portoviejo, Ecuador \| Panamá \| 2–0 \| 4–0 \| Victoria \| Amistoso \| \| 5. \| 6 de junio de 2015 \| Estadio Reales Tamarindos, Portoviejo, Ecuador \| Panamá \| 3–0 \| 4–0 \| Victoria \| Amistoso \| \| 6. \| 12 de noviembre de 2015 \| Estadio Olímpico Atahualpa, Quito, Ecuador \| Uruguay \| 2–1 \| 2–1 \| Victoria \| Eliminatorias Mundial 2018 \| \| 7. \| 17 de noviembre de 2015 \| Estadio Cachamay, Ciudad Guayana, Venezuela \| Venezuela \| 1–0 \| 3–1 \| Victoria \| Eliminatorias Mundial 2018 \| \| 8. \| 29 de marzo de 2021 \| Estadio Banco Guayaquil, Quito, Ecuador \| Bolivia \| 1–0 \| 2–1 \| Victoria \| Amistoso \| |                         |                                                     |           |     |           |           |                            |
| N.° | Fecha                   | Lugar                                               | Rival     | Gol | Resultado | Resultado | Competición                |
| 1. | 17 de diciembre de 2008 | Complejo Deportivo del Sultan Qaboos, Mascate, Omán | Irán      | 1–0 | 1–0       | Victoria  | Amistoso                   |
| 2. | 5 de marzo de 2014      | The Den, Londres, Inglaterra                        | Australia | 1–3 | 4–3       | Victoria  | Amistoso                   |
| 3. | 3 de junio de 2015      | Estadio Rommel Fernández, Ciudad de Panamá, Panamá  | Panamá    | 1–0 | 1–1       | Empate    | Amistoso                   |
| 4. | 6 de junio de 2015      | Estadio Reales Tamarindos, Portoviejo, Ecuador      | Panamá    | 2–0 | 4–0       | Victoria  | Amistoso                   |
| 5. | 6 de junio de 2015      | Estadio Reales Tamarindos, Portoviejo, Ecuador      | Panamá    | 3–0 | 4–0       | Victoria  | Amistoso                   |
| 6. | 12 de noviembre de 2015 | Estadio Olímpico Atahualpa, Quito, Ecuador          | Uruguay   | 2–1 | 2–1       | Victoria  | Eliminatorias Mundial 2018 |
| 7. | 17 de noviembre de 2015 | Estadio Cachamay, Ciudad Guayana, Venezuela         | Venezuela | 1–0 | 3–1       | Victoria  | Eliminatorias Mundial 2018 |
| 8. | 29 de marzo de 2021     | Estadio Banco Guayaquil, Quito, Ecuador             | Bolivia   | 1–0 | 2–1       | Victoria  | Amistoso                   |

## Estadísticas

### Clubes
Actualizado al último partido disputado el 15 de agosto de 2025.
| Club             | País          | Año           | Partidos | Goles | Asistencias | Promedio |
| ---------------- | ------------- | ------------- | -------- | ----- | ----------- | -------- |
| Deportivo Quito  | Ecuador       | 2010-2012     | 60       | 15    | 22          | 0.25     |
| Tijuana          | México        | 2012-2014     | 79       | 21    | 6           | 0.27     |
| Leones Negros    | México        | 2014-2015     | 33       | 11    | 4           | 0.33     |
| Pumas UNAM       | México        | 2015-2017     | 68       | 14    | 23          | 0.21     |
| Atlas            | México        | 2017          | 26       | 4     | 1           | 0.15     |
| Peñarol          | Uruguay       | 2018          | 15       | 4     | 2           | 0.27     |
| Barcelona S. C.  | Ecuador       | 2018-2020     | 46       | 28    | 8           | 0.8      |
| Shanghái Shenhua | China         | 2020          | 4        | 1     | 0           | 0.25     |
| Tijuana          | México        | 2020-2021     | 31       | 9     | 2           | 0.30     |
| Querétaro        | México        | 2021          | 3        | 0     | 0           | 0.0      |
| Barcelona S. C.  | Ecuador       | 2022-2023     | 31       | 9     | 2           | 0.29     |
| El Nacional      | Ecuador       | 2024-2025     | 38       | 5     | 4           | 0.13     |
| Sport Boys       | Perú          | 2025-act.     | 3        | 0     | 0           | 0        |
| Total carrera    | Total carrera | Total carrera | 437      | 121   | 74          | 0.28     |

## Palmarés

### Títulos nacionales
| Título              | Club            | País    | Año  |
| ------------------- | --------------- | ------- | ---- |
| Serie A             | Deportivo Quito | Ecuador | 2011 |
| Liga MX             | Tijuana         | México  | 2012 |
| Supercopa Uruguaya  | Peñarol         | Uruguay | 2018 |
| Campeonato Uruguayo | Peñarol         | Uruguay | 2018 |
| Serie A             | Barcelona S. C. | Ecuador | 2020 |
| Copa Ecuador        | El Nacional     | Ecuador | 2024 |

### Títulos internacionales
| Título               | Equipo         | Año  |
| -------------------- | -------------- | ---- |
| Juegos Panamericanos | Ecuador sub-20 | 2007 |

### Distinciones individuales
| Distinción                                 | Año  |
| ------------------------------------------ | ---- |
| Mejor gol de la Serie A de Ecuador         | 2019 |
| Goleador de la Copa Libertadores (8 goles) | 2020 |
| Mejor gol de la Copa Libertadores          | 2020 |